# Höllviken

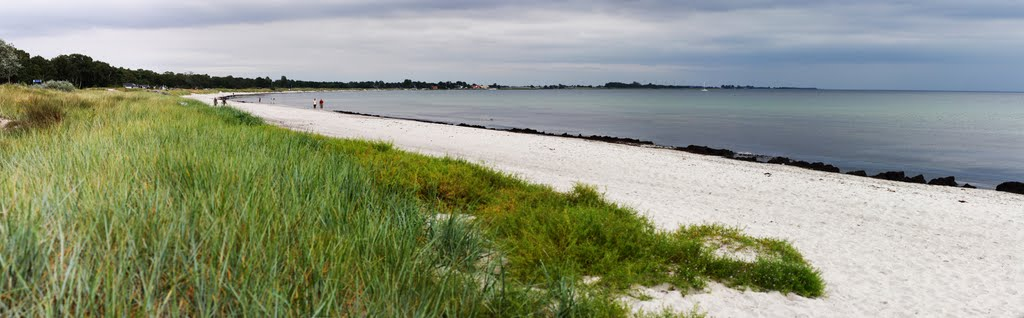
Playa de Höllviken

Höllviken es una localidad sueca ubicada al suroeste de Escania entre Malmö y el puente de Øresund, el cual enlaza Suecia con Dinamarca. Según el censo de 2010 su población es de 10.607 habitantes.
La ciudad está considerada un resort veraniego por los ciudadanos del norte de Europa por sus playas de arena blanca, las cuales están bañadas por el mar Báltico y el estrecho de Oresund. Aparte del turismo lúdico, los turistas pueden visitar museos históricos sobre la era vikinga
A principio de los años 60, la zona fue poblada por hombres de negocios procedentes de la región de Malmö. En el presente, la ciudad empezó a crecer como "ciudad dormitorio".